# Усилено ядрено устройство
Усилено ядрено устройство е вид атомна бомба, която използва известно количество деутерий или тритий за усилване на ефективността и следователно мощността на бомбата.
Друго значение на термина е и вид остаряла водородна бомба (така наречената „Едностепенна водородна бомба“), която използва сливането на деутериеви ядра (в резултат на което се изпускат огромни количества неутрони) за ускоряването на процеса на делене при ураниевите ядра в бомбата.
Стандартната атомна бомба включва сферично тяло, чийто външен слой е съставен от конвенционални експлозиви, а вътрешните слоеве от ядреното гориво (почти винаги плутоний). Ударната вълна от детонацията на експлозивите предизвиква имплозия, при която се достига т.нар. „суперкритична маса“ и започва разпадът на плутониевите ядра. Когато се разпадне първото ядро, то отделя няколко неутрона, които проникват в ядрата на други атоми, които на свой ред се разпадат и образуват неутрони - така се постига верижна реакция.
При усиленото ядрено устройство в центъра на бомбата е поставена малка сфера, пълна с деутерий и тритий. Когато започне имплозията на плутониевите ядра, ударната вълна от нея се концентрира в центъра на сферата, създавайки температура, достатъчно висока за протичането на термоядрена реакция, при която се отделят значителни количества неутрони. Тези неутрони забързват допълнително реакцията на разпад при плутониевите ядра, като по този начин ефективността на бомбата се увеличава неколкократно.
Първата съветска водородна бомба, РДС-6, е била едностепенна. В нейното устройство е участвал и слой от деутерид на литий-6, покриващ външната страна на сферата с деутерий и тритий.